# 鷹司政平
鷹司 政平（たかつかさ まさひら）は、室町時代後期から戦国時代にかけての公卿。鷹司家10代当主。
関白・鷹司房平の子。官位は従一位・関白、太政大臣。
「政」の字は室町幕府8代将軍・足利義政より偏諱を受けたものである。

## 官職歴
- ? - 寛正5年7月5日（1464年8月7日）　左近衛中将
- 寛正3年（1462年-月-日） - 寛正5年7月5日（1464年8月7日）　権中納言
- 寛正5年7月5日（1464年8月7日） - 応仁2年12月（1469年1/2月-日）　権大納言
- 応仁2年12月（1469年1/2月-日） - 文明7年3月10日（1475年4月15日）　内大臣
- 文明7年3月10日（1475年4月15日） - 文明8年8月28日（1476年9月16日）　右大臣
- 文明8年8月28日（1476年9月16日） - 文明11年3月26日（1479年4月18日）　左大臣
- 文明15年2月24日（1483年4月1日） - 文明19年2月9日（1487年3月4日）　関白（後土御門天皇）
- 文明17年3月20日（1485年4月5日） - 文明17年4月19日（1485年6月1日）　太政大臣

## 位階歴
- 寛正2年8月8日（1461年9月12日）　従三位
- 寛正4年正月5日（1463年1月24日）　正三位
- 寛正6年正月5日（1465年1月31日）　従二位
- 文明4年正月5日（1472年2月13日）　正二位
- 文明11年3月23日（1479年4月15日）　従一位

## 系譜
- 父：鷹司房平（1408-1472）
- 母：不詳
- 妻：一条経子 - 一条兼良の娘
  - 男子：鷹司兼輔（1480-1552）